# Den döende detektiven (Sherlock Holmes-novell)
Den döende detektiven (engelska: The Adventure of the Dying Detective) är en av Sir Arthur Conan Doyles 56 noveller om detektiven Sherlock Holmes. Novellen publicerades första gången 1913 och återfinns i novellsamlingen His Last Bow. Illustratör till novellen var Walter Paget, Sidney Pagets yngre bror.

## Handling
Doktor Watson kallas hem till sin gamle vän och kollega Sherlock Holmes som uppenbarligen är döende i en ovanlig asiatisk sjukdom. Mrs Hudson berättar att Holmes inte ätit och druckit på tre dagar. Watson finner sin vän i sängen, mycket sjuk. Han får inte komma nära honom på grund av smittorisken. Holmes säger att det bara är en enda man som kan rädda honom, en Mr Culverton Smith. 

## Filmatisering
Novellen har filmatiserats med Jeremy Brett i huvudrollen.